# Gruppo Sportivo 42º Corpo dei Vigili del Fuoco 1943-1944
Questa voce raccoglie le informazioni riguardanti il Gruppo Sportivo 42º Corpo Vigili del Fuoco nelle competizioni ufficiali della stagione 1943-1944.

## Stagione
Il Gruppo Sportivo 42º Corpo dei Vigili del Fuoco, creato durante la seconda guerra mondiale in sostituzione della temporaneamente inattiva Associazione Calcio Spezia (avendone rilevata in toto la rosa), vinse il 20 luglio 1944 il campionato di Divisione Nazionale della Repubblica Sociale Italiana. Tale successo, inizialmente valido come titolo di "Campione d'Italia", fu disconosciuto dalla RSI l'8 agosto e dichiarato illegittimo dal Regno d'Italia il 5 ottobre dello stesso anno, salvo poi essere riconosciuto come titolo "onorifico" (ufficiale ma non equiparabile allo scudetto) il 22 gennaio 2002 dalla Federazione Italiana Giuoco Calcio.
Con la delibera federale del 2002, inoltre, il titolo risulta attribuito de facto all'Associazione Calcio Spezia (in virtù del citato rapporto di surrogazione fra i due club), sebbene i VV.FF. e lo Spezia fossero a tutti gli effetti due sodalizi distinti e lo Spezia non abbia quindi disputato la competizione bellica.

## Rosa
| N. |                                        | Ruolo | Calciatore          |
| -- | -------------------------------------- | ----- | ------------------- |
|    | Repubblica Sociale Italiana (bandiera) | D     | Carmelo Amenta      |
|    | Repubblica Sociale Italiana (bandiera) | A     | Sergio Angelini     |
|    | Repubblica Sociale Italiana (bandiera) | P     | Sergio Bani         |
|    | Repubblica Sociale Italiana (bandiera) | C     | Sergio Bicchielli   |
|    | Repubblica Sociale Italiana (bandiera) | D     | Eraldo Borrini      |
|    | Repubblica Sociale Italiana (bandiera) | P     | Giuseppe Castellini |
|    | Repubblica Sociale Italiana (bandiera) | A     | Giovanni Costa      |
|    | Repubblica Sociale Italiana (bandiera) | C     | Rinaldo Fiumi       |
|    | Repubblica Sociale Italiana (bandiera) | C     | Bruno Gramaglia     |
|    | Repubblica Sociale Italiana (bandiera) | A     | Angelo Medica       |

| N. |                                        | Ruolo | Calciatore         |
| -- | -------------------------------------- | ----- | ------------------ |
|    | Repubblica Sociale Italiana (bandiera) | D     | Sergio Persia      |
|    | Repubblica Sociale Italiana (bandiera) | D     | Wando Persia       |
|    | Repubblica Sociale Italiana (bandiera) | C     | Bruno Rossi        |
|    | Repubblica Sociale Italiana (bandiera) | C     | Paolo Rostagno     |
|    | Repubblica Sociale Italiana (bandiera) | C     | Carlo Scarpato     |
|    | Repubblica Sociale Italiana (bandiera) | P     | Giovanni Tavoletti |
|    | Repubblica Sociale Italiana (bandiera) | C     | Mario Tommaseo     |
|    | Repubblica Sociale Italiana (bandiera) | C     | Renato Tori        |
|    | Repubblica Sociale Italiana (bandiera) | A     | Vinicio Viani      |

## Risultati

### Divisione Nazionale

#### Eliminatorie regionali

##### Girone di andata
| 6 febbraio 1944 1ª giornata |  | – Turno di riposo VVFF |  |  |

| Arbitro: | ? |

|              |           |                      |
| Martelli 47’ | Marcatori | 29’ Costa 37’ Medica |

| Arbitro: | Zilli (Reggio Emilia) |

|                   |           |  |
| Medica 44’ (rig.) | Marcatori |  |

| Arbitro: | Mantovani (Ferrara) |

|  |           |                        |
|  | Marcatori | 60’ Angelini 86’ Costa |

| Arbitro: | Fornari (Bologna) |

|                                    |           |                                     |
| Medica 15’ Tori 17’ Costa 33’, 65’ | Marcatori | 32’ Mori 40’ Dazzi 50’, 60’ Toscani |

##### Girone di ritorno
| 19 marzo 1944 6ª giornata |  | – Turno di riposo VV.FF. Spezia |  |  |

| 26 marzo 1944 7ª giornata | 42º Corpo VVFF La Spezia | 2 – 0 A Tav. | Busseto |  |

| Parma 2 aprile 1944 8ª giornata | Parma             | 0 – 0 | 42º Corpo VVFF La Spezia | Stadio Ennio Tardini\| Arbitro: \| Fornari (Bologna) \| |
| Arbitro:                        | Fornari (Bologna) |       |                          |                                                         |

| La Spezia 8 aprile 1944 9ª giornata | 42º Corpo VVFF La Spezia | 2 – 0 | Gianni Corradini Suzzara | Stadio Alberto Picco |
| \| \| \| \| \| \| Marcatori \| \|   |                          |       |                          |                      |
|                                     |                          |       |                          |                      |
| Gol · Gol                           | Marcatori                |       |                          |                      |

| Arbitro: | Mambrini (Mantova) |

|           |           |           |
| Dazzi 48’ | Marcatori | 64’ Costa |

#### Semifinali interregionali
| Arbitro: | Tubertini (Bologna) |

|                       |           |  |
| Costa 8’ Angelini 86’ | Marcatori |  |

| Arbitro: | Carnevali (Bologna) |

|                        |           |                     |
| Polak 55’ Barbieri 89’ | Marcatori | 75’ (rig.) Viani II |

| Arbitro: | Bernardi (Bologna) |

|                                                               |           |                         |
| O. Zironi 7’ Bicchielli 39’ (aut.) W. Zironi 42’ Malavasi 64’ | Marcatori | 68’ (rig.) 89’ Scarpato |

| Arbitro: | Tubertini (Bologna) |

|                                      |           |                                     |
| Piccardi 27’ (rig.) Beghi 82’ (rig.) | Marcatori | 30’, 35’, 64’ Angelini 77’ Rostagno |

| 25 maggio 1944 5ª giornata | 42º Corpo VVFF La Spezia | 2 – 0 A Tav. | Carpi |  |

| 28 maggio 1944 6ª giornata | 42º Corpo VVFF La Spezia | 2 – 0 A Tav. | Modena |  |

#### Qualificazioni interzonali
| Arbitro: | Poggipollini (Ferrara) |

|  |           |              |
|  | Marcatori | 79’ Rostagno |

| 18 giugno 1944 ritorno | 42º Corpo VVFF La Spezia | 2 – 0 A Tav. | Bologna |  |

#### Girone finale
| Arbitro: | Carpani (Milano) |

|             |           |          |
| Astorri 66’ | Marcatori | 31’ Tori |

| Arbitro: | Cipriani (Milano) |

|                   |           |           |
| Angelini 17’, 45’ | Marcatori | 31’ Piola |

| Arbitro: | Massironi (Milano) |

|                                                          |           |                        |
| Gabetto 16’ Mazzola 21’, 59’ Piola 66’ (rig.) Ossola 88’ | Marcatori | 48’ Astorri 51’ Petron |